# Calais Campbell
Calais Malik Campbell (Denver, 1º settembre 1986) è un giocatore di football americano statunitense che milita nel ruolo di defensive end per gli Arizona Cardinals della National Football League. Fu scelto nel corso del secondo giro (50º assoluto) del Draft NFL 2008. Al college giocò a football a Miami.

## Carriera professionistica

### Arizona Cardinals
Campbell fu scelto nel secondo giro del Draft 2008 Arizona Cardinals. Nella sua stagione da rookie disputò tutte le 16 partite, arrivando sino al Super Bowl XLIII, il primo della storia della franchigia, perso contro i Pittsburgh Steelers.
Nel 2011 disputò per la prima volta tutte le 16 gare come titolare, contribuendo a rendere la difesa dei Cardinals una delle migliori della lega e terminando con 8 sack, 2 fumble forzati e un intercetto, il primo della carriera. Diede un solido contributo anche come membro degli special team, bloccando 3 field goal. A fine anno gli fu rinnovato il contratto, firmando un accordo quinquennale del valore di 55 milioni di dollari, inclusi 31 milioni garantiti.
Nel 2013, i Cardinals guidati dal nuovo allenatore Bruce Arians sfiorarono i playoff terminando con un record di 10-6, mentre Campbell fece registrare un nuovo primato in carriera di 9 sack.
Nel 2014, Campbell nella settimana 5 fece registrare il secondo intercetto in carriera su Peyton Manning dei Denver Broncos. Nel dodicesimo turno fece registrare un massimo stagionale di 3 sack su Russell Wilson ma Arizona, in possesso del miglior record della lega, fu battuta dai Seahawks campioni in carica. A fine anno fu convocato per il primo Pro Bowl in carriera e inserito nel Second-team All-Pro dopo avere messo a segno 7 sack, secondo nella squadra. Fu inoltre classificato al 99º posto nella NFL Top 100, la classifica dei migliori cento giocatori della stagione.
Nella settimana 14 della stagione 2015, Campbell recuperò un fumble forzato dal compagno Dwight Freeney a cinque secondi dal termine che impedì ai Vikings di calciare il field goal del potenziale pareggio. Con quella vittoria, la settima consecutiva, i Cardinals ottennero la matematica qualificazione ai playoff. A fine anno fu convocato per il primo Pro Bowl in carriera.
Nel 2015, Campell fu convocato per il suo secondo Pro Bowl consecutivo, mentre i Cardinals tornarono a vincere la propria division per la prima volta dal 2009. L'anno seguente fu inserito per la seconda volta nel Second-team All-Pro dopo 53 tackle, 8 sack e un intercetto

### Jacksonville Jaguars
Il 9 marzo 2017, Campbell firmò con i Jacksonville Jaguars. Nella prima partita con la nuova maglia stabilì un nuovo record di franchigia con 4 sack nella gara del primo turno vinta contro gli Houston Texans, venendo premiato come miglior difensore della AFC della settimana. Con altri due nella vittoria della settimana 7 contro gli Indianapolis Colts giunse a quota 10, già un nuovo primato personale a meno di metà di stagione. Il 4 dicembre, con un sack su Jacoby Brissett degli Indianapolis Colts, Campbell giunse a quota 12,5, un nuovo record stagionale di franchigia per i Jaguars. A fine stagione fu convocato per il suo terzo Pro Bowl e inserito per la prima volta nel First-team All-Pro dopo essersi classificato secondo nella NFL con 14,5 sack. Si piazzò inoltre secondo nel premio di miglior difensore dell'anno della NFL dietro ad Aaron Donald.
Nel 2018 i Jaguars disputarono una stagione negativa ma Campbell con 72 tackle e 10,5 sack fu convocato per il suo quarto Pro Bowl.
Nel terzo turno della stagione 2019 Campbell mise a segno 7 tackle e 3 sack nella vittoria della gara del giovedì notte contro i Tennessee Titans, la prima della stagione dei Jaguars, venendo premiato come difensore della AFC della settimana. A fine stagione fu convocato per il suo quinto Pro Bowl dopo avere fatto registrare 56 tackle e 6,5 sack.

### Baltimore Ravens
Il 15 marzo 2020 Campbell fu ceduto ai Baltimore Ravens in cambio di un quinto giro del draft NFL 2020. Nella settimana 6 contro i Philadelphia Eagles mise a segno un massimo stagionale di 3 sack nella vittoria per 30-28, venendo premiato come miglior difensore della AFC della settimana. A fine stagione fu convocato per il suo sesto Pro Bowl (non disputato a causa della pandemia di COVID-19) dopo avere fatto registrare 28 placcaggi e 4 sack.

### Atlanta Falcons
Il 29 marzo 2023 Campbell firmó un contratto di un anno con gli Atlanta Falcons. Nel sesto turno mise a segno il centesimo sack in carriera ai danni di Sam Howell dei Washington Commanders. Nell'unica stagione con la squadra mise a segno 6,5 sack, il suo massimo dal 2019.

### Miami Dolphins
Il 13 giugno 2024 Campbell firmó con i Miami Dolphins. Nel primo snap con la nuova squadra mise a segnò un sack su Trevor Lawrence con cui forzò un fumble, nella vittoria sui Jaguars.

### Ritorno agli Arizona Cardinals
Il 1º aprile 2025 Campbell firmò un contratto di un anno per fare ritorno ai Cardinals.

## Palmarès

### Franchigia
- National Football Conference Championship: 1

Arizona Cardinals: 2008

### Individuale
- Convocazioni al Pro Bowl: 6

2014, 2015, 2017, 2018, 2019, 2020
- First-team All-Pro: 1

2017
- Second-team All-Pro: 2

2014, 2016
- MVP del Pro Bowl: 1

2019
- Walter Payton Man of the Year Award - 2019
- Difensore della AFC della settimana: 3

1ª del 2017, 3ª del 2019, 6ª del 2020
- Giocatore degli special team della AFC della settimana: 1

14ª del 2022
- Formazione ideale della NFL degli anni 2010